# Alex Stieda
Pour les articles homonymes, voir Stieda.
Alexander Nicholas Ernst Stieda dit Alex Stieda, né le 13 avril 1961 à Vancouver, est un ancien coureur cycliste canadien. Lors du Tour de France 1986, à l'issue de la première étape il est leader de cinq classements du Tour de France  : le classement général, le classement de la montagne, le classement du combiné, le classement des sprints intermédiaires et le classement du meilleur jeune, devenant ainsi le premier nord-américain à porter le maillot jaune sur le Tour.

## Biographie
Alexander Stieda est sélectionné pour les Jeux du Commonwealth en 1982. Ces jeux marquent l'émergence du cyclisme canadien. Steve Bauer finit second derrière Malcolm Elliott dans l'épreuve en ligne. Stieda finit 3e de la poursuite individuelle. En 1984, Stieda est sélectionné aux Jeux olympiques de Los Angeles. Il passe professionnel l'année suivante dans l'équipe 7 Eleven avec Eric Heiden. En 1986, il participe au Tour de France. Il termine bien placé lors du prologue, ce qui lui permet au terme d'une échappée de devenir le premier coureur nord-américain à porter le maillot jaune (quinze jours avant Greg LeMond). Stieda perd son maillot dès le lendemain, lors d'une étape qui voit la première victoire d'étape en ligne par un autre coureur nord-américain, Davis Phinney. Stieda finit 120e de son seul Tour de France.
Il retrouvera l'anonymat du peloton assez vite. Il réapparaît en 1988 lors de la Coors Classic, alors épreuve majeure du calendrier mondial, qu'il termine troisième, puis il remporte le Tour du Texas.
Il met un terme à sa carrière en 1992 dans l'équipe Coors Light au service de Stephen Swart et Davis Phinney, avec qui il aura fait toute sa carrière.
Il se reconvertit dans l'organisation de stages cyclistes. Il est aussi l'adjoint de Jonathan Boyer dans la charge de l'équipe du Rwanda.

## Palmarès sur route

### Par années
- 1980
  - Tour de l'Abitibi
  - Gastown Grand Prix
- 1982
  - 6e étape de la Coors Classic
- 1983
  - Athens Twilight Criterium
- 1984
  - 3e étape du Tour du Texas
  - Gastown Grand Prix
- 1985
  - 1re étape de la Coors Classic
- 1986
  - Une étape du Griffin 1000 West
- 1987
  - 5e étape du Tour du Texas
- 1988
  - Tour du Texas :
    - Classement général
    - 1re étape

  - 4e étape du Tour de Floride (contre-la-montre par équipes)
  - 3e de la Coors Classic
- 1989
  - Tour du Texas :
    - Classement général
    - 3e étape
- 1990
  - 17e étape de l'International Cycling Classic
- 1991
  - Montréal Tour :
    - Classement général
    - 3e étape

  - 2e étape du Tour de White Rock
- 1992
  - 6e étape du Tour de la Willamette
  - 3e du Gastown Grand Prix

### Résultats sur les grands tours

#### Tour de France
1 participation
- 1986 : 125e,  porteur du maillot jaune pendant un jour.

## Palmarès sur piste

### Jeux du Commonwealth
- Brisbane 1982
  -  Médaillé de bronze de la poursuite